# Hypoxis ludwigii
Hypoxis ludwigii là một loài thực vật có hoa trong họ Hypoxidaceae. Loài này được Baker mô tả khoa học đầu tiên năm 1876.